# Cássio Nogueira
Cássio Nogueira, mais conhecido simplesmente como Cássio (Mirassol, 12 de abril de 1935 - Santos, 5 de junho de 2014) foi um futebolista brasileiro que atuava como zagueiro.

## Carreira
Iniciou a carreira no EC Taubaté, ainda no amador. Foi titular absoluto da Seleção do Exercito, enquanto servia no quartel de Caçapava e seu desempenho despertou o interesse do Santos, que o contratou em 1952.
Estreou em 13 de abril de 1952, num amistoso contra a Seleção Carioca de Amadores, vencido pelo Santos por 4x3 no Estádio da Vila Belmiro. Nunca foi titular absoluto do Peixe, mas substituía Hélvio, Ivan, Nenê, Ramiro e Fioti. Sua melhor temporada pelo clube foi em 1954, quando atuou em 37 jogos.
Fez parte do elenco Bicampeão Paulista em 1955-1956. Seu último jogo foi a goleada do Santos por 6x1 no Guarani, em 14 de abril de 1957, em amistoso realizado no Estádio da Vila Belmiro. No total, fez 119 jogos pelo clube e não marcou gols.
Foi contratado pelo Corinthians ainda em 1957 e ficou lá até 1959. Estreou no dia 20 de abril de 1957, na derrota por 3 a 1 pelo Taubaté, em partida amistosa realizada no Estádio Martins Pereira. Vestiu a camisa alvinegra em 42 jogos (16 vitórias, 12 empates, 11 derrotas) e não marcou nenhum gol.
Depois foi para Ribeirão Preto e jogou pouco tempo no Comercial, até 1960, pois operou os dois joelhos e não voltou mais a jogar, deixando os gramados aos 25 anos de idade.
Já aposentado, foi um empresário bem sucedido da Construção Civil.
Voltou ao Santos como dirigente, sendo Diretor de Esportes e depois Vice-Presidente. Em 1984, anunciou a contração de Zico pelo clube, mas horas depois desmentiu a notícia, dizendo que se tratava de “um primeiro de abril”. Foi responsável pelo futebol do Peixe na conquista do título paulista de 84 e foi chefe da delegação que conquistou o Torneio Kirin, em Toquio.
Faleceu em decorrência do Mal de Alzheimer em 2014, aos 79 anos. Casado com Elza, tinha duas filhas: Mara Cristina e Cassiana.

## Títulos
Santos
- Campeonato Paulista: 1955[4] e 1956